# Kostel svatého Evžena a svaté Cecilie
Kostel svatého Evžena a svaté Cecilie (fr. Église Saint-Eugène-Sainte-Cécile), často nazýván jen kostel svatého Evžena je katolický farní kostel v 9. obvodu v Paříži, v ulici Rue Sainte-Cécile. V kostele se slouží obě formy římského ritu.

## Historie
Kostel byl postaven v letech 1854-1856 a byl zasvěcen svatému Evženovi.
Dne 10. ledna 1857 se zde oženil Jules Verne s Honorine Viane.
V roce 1952 získal kostel povolení k druhému patrociniu. Kostel byl nově zasvěcen rovněž svaté Cecilii, patronce hudebníků z důvodu sousedství Hôtel des Menus-Plaisirs, kde sídlila Pařížská konzervatoř.
V roce 1983 byla stavba zapsána mezi historické památky.

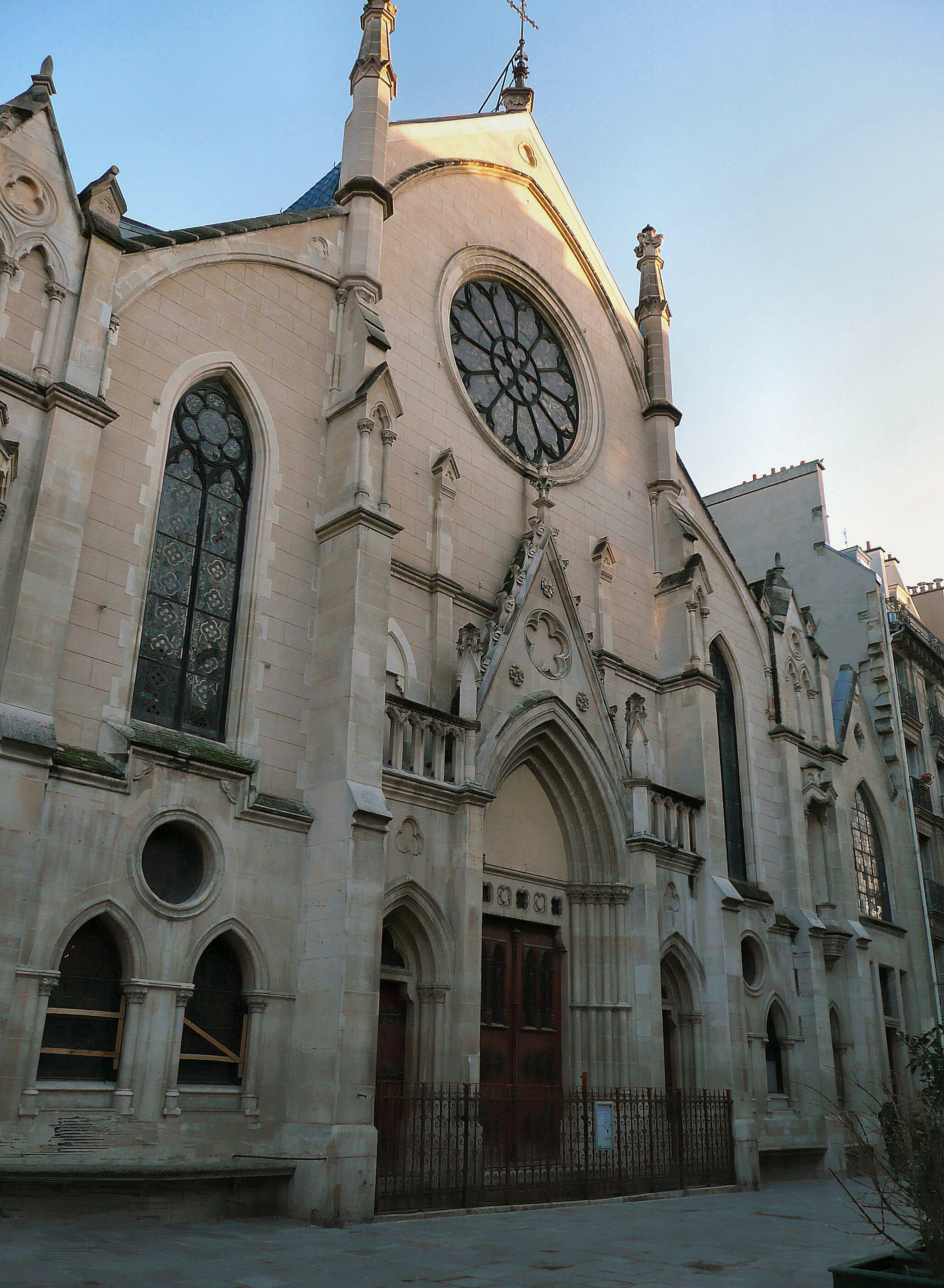
Fasáda kostela

## Architektura
Architekty kostela byli Louis-Auguste Boileau (1812-1896) a Adrien-Louis Lusson (1788-1864).
Fasáda je inspirována gotickou architekturou 13. století a stejně tak interiér představuje použití kovového opěrného systému podle gotického vzoru. Jedná se o praktické využití teorie Viollet-le-Duca, kdy se použitím kovových prvků při realizaci novogotických staveb snížila cena a zkrátila doba výstavby. Kostel sv. Evžena byl prvním pařížským kostelem s touto kovovou konstrukcí. Obdobně byla v roce 1844 postavena knihovna Sainte-Geneviève.
Klenba spočívající na sloupech byla inspirována refektářem kláštera Saint-Martin-des-Champs, je však mnohem štíhlejší díky užití litiny. Kostel nemá transept, je tvořen hlavní lodí a dvěma bočními loděmi s podélnými kaplemi nesoucími galerii. Použití kovových nosných prvků umožnilo obejít se bez opěrných oblouků a omezit úlohu stěn.
Zdi, sloupy a klenba jsou pokryty malbami, výzdoba byla restaurována v letech 1982-1984. Kostel je rovněž zdoben vitrážemi.